# سانفورد فريدمان
سانفورد فريدمان (بالإنجليزية: Sanford Friedman)‏‏ (11 يونيو 1928 في نيويورك - 20 أبريل 2010 في مانهاتن)؛ روائي من الولايات المتحدة.

## الجوائز
- ميدالية النجمة البرونزية